# Mohamed Gnabaly
Mohamed Gnabaly (né le 4 mars 1985) est un homme politique français et un entrepreneur social. Depuis 2016, il est maire de L’Île-Saint-Denis, commune insulaire de la Seine-Saint-Denis.
Il devient en 2014 adjoint au maire de L’Île-Saint-Denis chargé de la vie économique, de l’emploi et de l’économie sociale et solidaire. Il devient maire en 2016 et est réélu en 2020.

## Biographie
Né le 4 mars 1985 dans le 18ème arrondissement de Paris, Mohamed Gnabaly est un homme politique français, de sensibilité écologiste. Après une enfance passée dans le quartier de la Goutte-d’Or dans le 18e arrondissement, sa famille s'installe à L'Île-Saint-Denis alors qu’il a 6 ans. Il s'expatrie un temps à Mexico, à Londres et New York, puis revient à l'Ile-Saint-Denis en 2011.
Mohamed Gnabaly est titulaire d’un master finance d’école de commerce et est auditeur de l’institut des hautes études en aménagement et développement des territoires en Europe. Après plusieurs expériences en banque d’investissement, Mohamed Gnabaly cofonde en 2015 la Coopérative Novaedia - La Ferme des possibles, entreprise d’insertion dans le secteur de l’économie sociale et solidaire qui accompagne des publics vulnérables vers l’emploi autour de l’alimentation durable.
Sous sa direction, Novaedia - la Ferme des Possibles emploie en 2023 une quarantaine de personnes en insertion, et prône un modèle d'entreprise sociale et solidaire. La coopérative est une référence dans l'harmonisation des objectifs économiques, environnementaux et sociaux. En mai 2024, il cofonde la représentation départementale de l'AMF et en prend la présidence.
Mohamed Gnabaly est marié et père de 3 enfants.
Son engagement politique débute en tant qu’adjoint au maire à la vie économique, à l’emploi et à l’économie sociale et solidaire, élu sur la liste citoyenne « Agir ensemble pour une Île vivante » en 2014,, avant de devenir maire de cette commune en 2016 à la suite de la démission de son prédécesseur, Michel Bourgain (DVG), pour des raisons de santé. Depuis 2016, il est un des vice-présidents de l’Association des maires de France, ayant remplacé son prédécesseur Michel Bourgain dans cette responsabilité.
En avril 2020, il dénonce des propos racistes tenus par des membres de la police nationale lors d'une interpellation menée dans sa commune,. En juin, il est réélu dans le cadre d'une quadrangulaire avec 45,93 % des voix. Dans la nuit du 9 au 10 novembre 2020, Mohamed Gnabaly retrouve le portail de sa maison dégradé de quatre croix gammées et de menaces de mort.

### Actions et réalisations politiques
Mohamed Gnabaly est engagé politiquement pour la justice, l'égalité des territoires ainsi que pour écologie sociale et solidaire. En 2019, une action judiciaire a été initiée contre l'État français par des élus de Seine-Saint-Denis dont l’édile de L'île-Saint-Denis. Ce recours, motivé par des faits de rupture d'égalité établis par un rapport parlementaire de 2018 mettant en évidence la sous-dotation de la Seine-Saint-Denis comparativement aux autres départements, visait à mettre en lumière et à corriger les disparités significatives entre ce département et le reste de la France en termes de services publics d’État.
Il lutte contre l'utilisation des pesticides : en 2019, il décide avec huit autres maires de déposer des arrêtés anti-glyphosate face à la dangerosité de ce désherbant pour les populations. Attaqués par le préfet de Seine-Saint-Denis, l’édile est conforté dans sa décision par le tribunal administratif de Montreuil en 2020, mais cette décision est  annulée par le Conseil d’État ce qui a poussé le conseil municipal de L’Île-Saint-Denis à prendre un second arrêté anti-pesticides.
Mohamed Gnabaly exprime une approche de la transition écologique qu'il qualifie de "transition écologique urbaine, populaire et solidaire". Selon lui, une commune pauvre ne peut ignorer les aspects sociaux dans le processus de transition écologique. Il insiste sur la nécessité d'une plus grande liberté accordée aux collectivités locales sur cet enjeu. Les communes peuvent être selon lui à l'avant-garde des innovations en matière écologique.
Il mène une politique de restauration scolaire et prône une gestion en régie publique. Son objectif déclaré est de permettre à tous les élèves de manger sainement à des prix abordables. Il a introduit le bio à 90 % dans les menus, avec deux repas végétariens sur quatre par semaine pour tous. Pour répondre au plus près aux besoins, les tarifs sont adaptés à la situation de chaque famille sur la base du quotient familial, sans excéder 50 % du coût de fabrication des repas, avec des forfaits journaliers. Il défend le fait-maison et la production locale pour garantir le bien-manger. Il a également mis en place la récupération des déchets alimentaires pour compostage par l’Association les alchimistes.
En 2016, après avoir consulté la population sur l’accueil du village olympique sur L’Île-Saint-Denis, le conseil municipal valide l'accueil d'une partie du village dans la ZAC de l'écoquartier fluvial, comprenant des logements, des bureaux, des commerces, une base de loisirs nautiques, une cité des arts et de la culture, des espaces verts, un parc de deux hectares et l’aménagement des berges de Seine.
L’accueil du village olympique a permis d'accélérer et de rendre possible les projets de la ville avec des infrastructures majeures tels qu'un pont reliant L'Île-Saint-Denis à Saint-Denis, un mur antibruit sur l'autoroute A86, et l'enfouissement de lignes à haute tension : « Sans les JO, jamais je n’aurais pu transformer la ville comme on va le faire ».
Le 29 juin 2023, lors des émeutes consécutives à la mort de Nahel Merzouk, l'hôtel de ville de l'Île-Saint-Denis est incendié.
En août 2024, la ville de L'Île-Saint-Denis organise une zone de célébration pour les Jeux olympiques appelée Station Afrique - Club 2024. Avec 23 pays représentés, la fan zone a pour ambition de mettre en valeur les sportifs et la culture des différents pays africains. A cette occasion de nombreux artistes se produisent comme Youssou N'Dour, Cappadonna du Wu-Tang ou encore Oxmo Puccino. Lors de la soirée Maroc, la chanteuse Saida Charaf proclame à plusieurs reprises des slogans en faveur de la souveraineté marocaine sur le Sahara occidental. Mohamed Gnabaly monte sur scène afin de rappeler la neutralité de l'évènement. À la suite de cet incident, le stand du Maroc est fermé pour non respect de la charte de neutralité de l'événement, et le maire et son épouse sont victimes de cyberharcèlement, d'insultes racistes, menaces de mort, propos diffamatoires et d'usurpation d'identité en provenance de comptes hébergés au Maroc, selon l'hebdomadaire Marianne.

## Résultats des élections municipales de 2020
| Tête de liste                                            | Tête de liste            | Liste                       | Premier tour | Premier tour | Second tour | Second tour | Sièges | Sièges |
| Tête de liste                                            | Tête de liste            | Liste                       | Voix         | %            | Voix        | %           | CM     | CMGP   |
| -------------------------------------------------------- | ------------------------ | --------------------------- | ------------ | ------------ | ----------- | ----------- | ------ | ------ |
|                                                          | Mohamed Gnabaly,         | DVG - EÉLV - LFI - PS - G·s | 688          | 37,69        | 1 005       | 45,93       | 22     | 1      |
| Ensemble, dans une Île vivante, écologique et solidaire  |                          |                             | 688          | 37,69        | 1 005       | 45,93       | 22     | 1      |
|                                                          | Henry Pémot              | DVG                         | 566          | 31,01        | 781         | 35,69       | 5      | 0      |
| Vous nous'Île, œuvrons pour une île dynamique et durable |                          |                             | 566          | 31,01        | 781         | 35,69       | 5      | 0      |
|                                                          | Mohamed-Jamil Abid       | DVG                         | 287          | 15,72        | 268         | 12,24       | 1      | 0      |
| Unîle                                                    |                          |                             | 287          | 15,72        | 268         | 12,24       | 1      | 0      |
|                                                          | Isabelle Mouréreau       | PCF - DVG                   | 216          | 11,83        | 134         | 6,12        | 1      | 0      |
| L'Île-Saint-Denis debout !                               |                          |                             | 216          | 11,83        | 134         | 6,12        | 1      | 0      |
|                                                          | Benoît Maranget          | LO                          | 68           | 3,72         |             |             |        |        |
| Lutte ouvrière - Faire entendre le camp des travailleurs |                          |                             | 68           | 3,72         |             |             |        |        |
|                                                          |                          |                             |              |              |             |             |        |        |
| Votes valides                                            | Votes valides            | Votes valides               | 1 825        | 97,33        | 2 188       | 98,20       |        |        |
| Votes blancs                                             | Votes blancs             | Votes blancs                | 28           | 1,49         | 22          | 0,99        |        |        |
| Votes nuls                                               | Votes nuls               | Votes nuls                  | 22           | 1,17         | 18          | 0,81        |        |        |
| Total                                                    | Total                    | Total                       | 1 875        | 100          | 2 228       | 100         | 29     | 1      |
| Abstention                                               | Abstention               | Abstention                  | 1 865        | 49,87        | 1 504       | 40,30       |        |        |
| Inscrits / participation                                 | Inscrits / participation | Inscrits / participation    | 3 740        | 50,13        | 3 732       | 59,70       |        |        |